# Našiměřice
Našiměřice (in tedesco Aschmeritz) è un comune della Repubblica Ceca facente parte del distretto di Znojmo, in Moravia Meridionale.